# Cyanopica
A Cyanopica a madarak (Aves) osztályának verébalakúak (Passeriformes) rendjébe, ezen belül a varjúfélék (Corvidae) családjába tartozó nem.

## Rendszerezésük
A nemet Charles Lucien Jules Laurent Bonaparte francia ornitológus írta le 1850-ben, az alábbi fajok tartoznak ide:
- kék szarka (Cyanopica cyanus)
- ibériai kékszarka (Cyanopica cooki)

## Előfordulásuk
A két faj eredetileg egy volt, de az egyik alfaj az Ibériai-félszigeten volt honos, a másik pedig Ázsiában. Két önálló fajjá választották. Természetes élőhelyeik a mérsékelt övi erdők, szubtrópusi vagy trópusi síkvidéki és hegyi esőerdők, valamint vidéki kertek és városi régiók. Állandó, nem  vonuló fajok.

## Megjelenésük
Testhosszuk 36-38 centiméter körüli.